# Departamento de Bkonni
Birni N'Konni o Bkonni es un departamento situado en la región de Tahoua, de Níger. En diciembre de 2012 presentaba una población censada de 312 886 habitantes. Está formado por las siguientes comunas o municipios, que se muestran asimismo con población de diciembre de 2012:
- Alléla 52,196
- Bazaga 37,571
- Birni N'Konni 149,414
- Tsernaoua 73,705[1]

En la ciudad de Galmi, se encuentra el Hospital de Galmi.